# 니가타현 제1구
니가타현 제1구(新潟県 第1区)는 중의원 선거구이다. 1994년 공직선거법으로 신설되었다.

## 지역
- 니가타시
  - 주오구 (니가타시)
  - 기타구 (니가타시) 일부
  - 히가시구 (니가타시)
  - 고난구 (니가타시)
  - 니시구 (니가타시) 일부